# Desert Moon (álbum de Dennis DeYoung)
Desert Moon es el primer álbum solista del tecladista, cantautor y ex- integrante de Styx, Dennis DeYoung. El álbum fue producido por Dennis DeYoung y publicado por A&M Records en 1984. A su vez, "Desert Moon" llegó al puesto 29 de Billboard en los Estados Unidos, mientras que el sencillo homónimo llegó al puesto 10 en las listas de dicho país. Sin embargo, el sencillo "Don't Wait for Heroes" obtuvo el puesto 83 de "Billboard".

## Lista de temas
Todas las canciones compuestas por Dennis DeYoung, excepto "Fire", compuesta por Jimi Hendrix.
1. "Don't Wait for Heroes" - 4:46.
2. "Please" - 4:20.
3. "Boys Will Be Boys" - 5:41.
4. "Fire" - 3:46.
5. "Desert Moon" - 6:09.
6. "Suspicious" - 4:57.
7. "Gravity" - 4:51.
8. "Dear Darling (I'll Be There)" - 4:27.

## Músicos
- Dennis DeYoung: Teclados, percusión y voces.
- Tom Dziallo: Guitarras, percusión y bajo.
- Tom Ratdke: Batería y percusión.
- Dennis Johnson: Bajo.
- Steve Eisen: Saxofón y conga.
- Rosemary Butler: Voces en "Please".